# Romer Sø

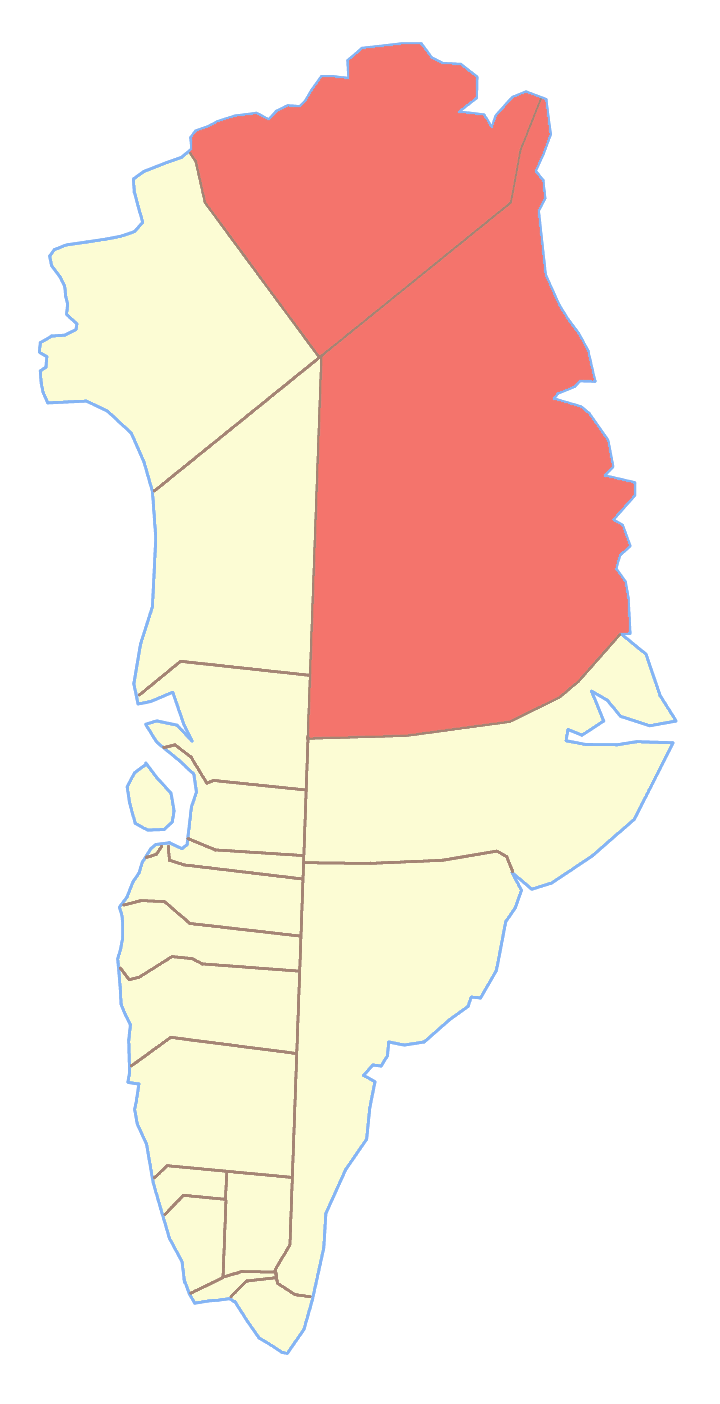
Parco nazionale della Groenlandia nordorientale, dove si trova il Romer Sø

Il Romer Sø è il lago più settentrionale della Groenlandia e ha una superficie di 225 km². Si trova circa 1600 km a nord del circolo polare artico, a 81°02'N 20°00'O; è situato nel parco nazionale della Groenlandia nordorientale, fuori da qualsiasi comune.